# Język baras
Język baras, także ende – język austronezyjski pochodzący z prowincji Celebes Zachodni w Indonezji. Według danych z 1987 roku posługuje się nim 250 osób. Jego użytkownicy zamieszkują miejscowość Baras (kecamatan Baras, kabupaten Mamuju Utara).
Nazwa ende pochodzi od charakterystycznej formy przeczenia. Wcześniej był klasyfikowany jako dialekt języka kaili. Jego znajomość jest w zaniku, ze względu na presję ze strony kaili i języka narodowego. Nie wykształcił piśmiennictwa.